# Рязанов, Юрий Сергеевич
Ю́рий Серге́евич Ряза́нов (21 марта 1987, Владимир — 20 октября 2009, Собинский район, Владимирская область) — российский гимнаст, заслуженный мастер спорта (2007), чемпион Европы (2008).

## Биография
Воспитанник владимирской СДЮСШОР по спортивной гимнастике имени Н. Г. Толкачёва (тренер — Игорь Николаевич Калабушкин), выпускник Владимирского государственного гуманитарного университета.
В сборной России — с 2006 года. Чемпион Европы (2008) и серебряный призёр чемпионата мира (2006) в командном первенстве, бронзовый призёр чемпионатов Европы в многоборье (2007, 2009), победитель чемпионата России-2009 в Брянске (вольные упражнения и абсолютное первенство), неоднократный призёр чемпионатов и Кубков страны, этапов Кубка мира.
Участник Игр XXIX Олимпиады, занял 6-е место в командных соревнованиях.
16 октября 2009 года выиграл бронзовую медаль в соревнованиях многоборцев на чемпионате мира в Лондоне, прервав серию неудач российских спортсменов на мировых первенствах в самом престижном виде программы, длившуюся с 1999 года.
20 октября 2009 года погиб на 23-м году жизни в результате дорожно-транспортного происшествия на 161-м километре федеральной трассы М7 «Волга» на въезде в село Ворша Собинского района Владимирской области.

Могила Юрия Рязанова на Улыбышевском кладбище

Гражданская панихида прошла 22 октября во Владимире в Городском дворце культуры. Похоронен на Аллее Славы кладбища Улыбышево рядом с могилой погибшего в 2008 году олимпийского чемпиона Алексея Прокуророва.
По итогам года 2009 вошёл в десятку лучших спортсменов России по версии Федерации спортивных журналистов России (ФСЖР), посмертно став лауреатом приза «Серебряная лань». 13 апреля 2010 года на подмосковной базе «Озеро Круглое» состоялась торжественная церемония, которую провёл вице-президент ФСЖР, председатель Московской федерации спортивных журналистов Владимир Саливон. Он передал статуэтку «Серебряная лань» земляку Рязанова — девятикратному чемпиону мира Юрию Королёву. Было решено, что она будет храниться в музее владимирской школы спортивной гимнастики.

## Результаты в личных соревнованиях
| Год  | Уровень соревнований | Город     | Занятое место | Вид        | Результат |
| ---- | -------------------- | --------- | ------------- | ---------- | --------- |
| 2006 | Чемпионат мира       | Орхус     | 16            | Многоборье | 88,900    |
| 2007 | Чемпионат Европы     | Амстердам | 3             | Многоборье | 89,000    |
| 2007 | Чемпионат мира       | Штутгарт  | 13            | Многоборье | 89,875    |
| 2008 | Чемпионат Европы     | Лозанна   | 8             | Кольца     | 14,625    |
| 2009 | Чемпионат Европы     | Милан     | 3             | Многоборье | 88,200    |
| 2009 | Чемпионат мира       | Лондон    | 3             | Многоборье | 88,400    |